# James S. Albert
James S. Albert es un profesor de biología en la Universidad de Louisiana en Lafayette. El Dr. Albert es autor de más de 100 artículos científicos sobre la evolución y diversidad de los peces, y es un experto en la sistemática y la biodiversidad de los peces eléctricos neotropicales (Gymnotiformes). El Dr. Albert y sus colegas, hasta la fecha, han descrito 50 nuevas especies. El Dr. Albert es coeditor con Roberto E. Reis del libro Historical Biogeography of Neotropical Freshwater Fishes, que explora las fuerzas evolutivas que subyacen en la formación de las faunas de peces del Amazonas y de los peces neotropicales. El Dr. Albert también es coeditor con Peter van der Sleen del libro Field Guide to the Fishes of the Amazon, Orinoco, and Guianas, [4] que proporciona descripciones y claves de identificación para todos los géneros conocidos de peces que habitan en la cuenca del Amazonas y otras regiones de Sudamérica tropical.